# Ophiopsila picturata
Ophiopsila picturata är en ormstjärneart som beskrevs av Jean Baptiste François René Koehler 1930. Ophiopsila picturata ingår i släktet Ophiopsila och familjen Ophiocomidae. Inga underarter finns listade i Catalogue of Life.